# Cemitério Judaico de Oberöwisheim
O Cemitério Judaico de Oberöwisheim (em alemão:  Jüdischer Friedhof Oberöwisheim) em Oberöwisheim, Kraichtal, distrito de Karlsruhe no norte de Baden-Württemberg, foi fundado no século XVII. É um monumento histórico protegido.

## Localização
Com área de 91,35 ares, localizado no declive de uma colina, portanto de local não adequado para a agricultura. O Senhorialismo na localidade foi na época exercido pelos nobres de Helmstatt e pelos nobres de Sternenfels, que garantiram pelo aluguel da área uma fonte duradoura de rendimento. Em Oberöwisheim não morava na época nenhum judeu.

## História
Como aos judeus não era permitido sepultar os mortos em cemitérios cristãos, os judeus de Kraichgau se viram obrigados a sepultar seus mortos no Cemitério Judaico de Speyer (até 1435) e depois no Cemitério Judaico de Worms. O Cemitério Judaico de Oberöwisheim foi instalado em c. 1629. Contém 492 Matzeva, a mais antiga com data de 1735 e a mais recente de 1938.

## Literatura
- Peter Beisel: Jüdische Spuren in unserer Heimat. Mit besonderer Berücksichtigung der Situation in Waibstadt. In: Kraichgau. Beiträge zur Landschafts- und Heimatforschung, Folge 17, 2002, p. 99